# Ostenland
Ostenland is een dorp en stadsdeel van de Duitse gemeente Delbrück, district Paderborn. Ostenland telde ultimo 2019 3.010 inwoners.
Op 1 januari 1975 werd de plaats bij Delbrück gevoegd. Tot die datum was Ostenland een zelfstandige gemeente (ontstaan in 1820) waartoe ook Espeln en Klausheide behoorde.
Door Ostenland loopt de waterscheiding tussen de stroomgebieden van de rivieren Eems en Rijn. Door de gemeente lopen namelijk zowel beken, die in de Eems uitmonden, als beken, waarvan het water via de Lippe uiteindelijk de Rijn in vloeit.
Het 121,77 hectare grote natuurreservaat (NSG) Erdgarten-Lauerwiesen ligt ten oosten van Ostenland, echter voor het grootste deel op grondgebied van de buurgemeente Hövelhof. Het is een ecologisch waardevol wetland, waar vogels als de wulp, de kievit en de wielewaal voorkomen. In de beken in het gebied komen o.a. de vis Cottus gobio en de beekforel voor.

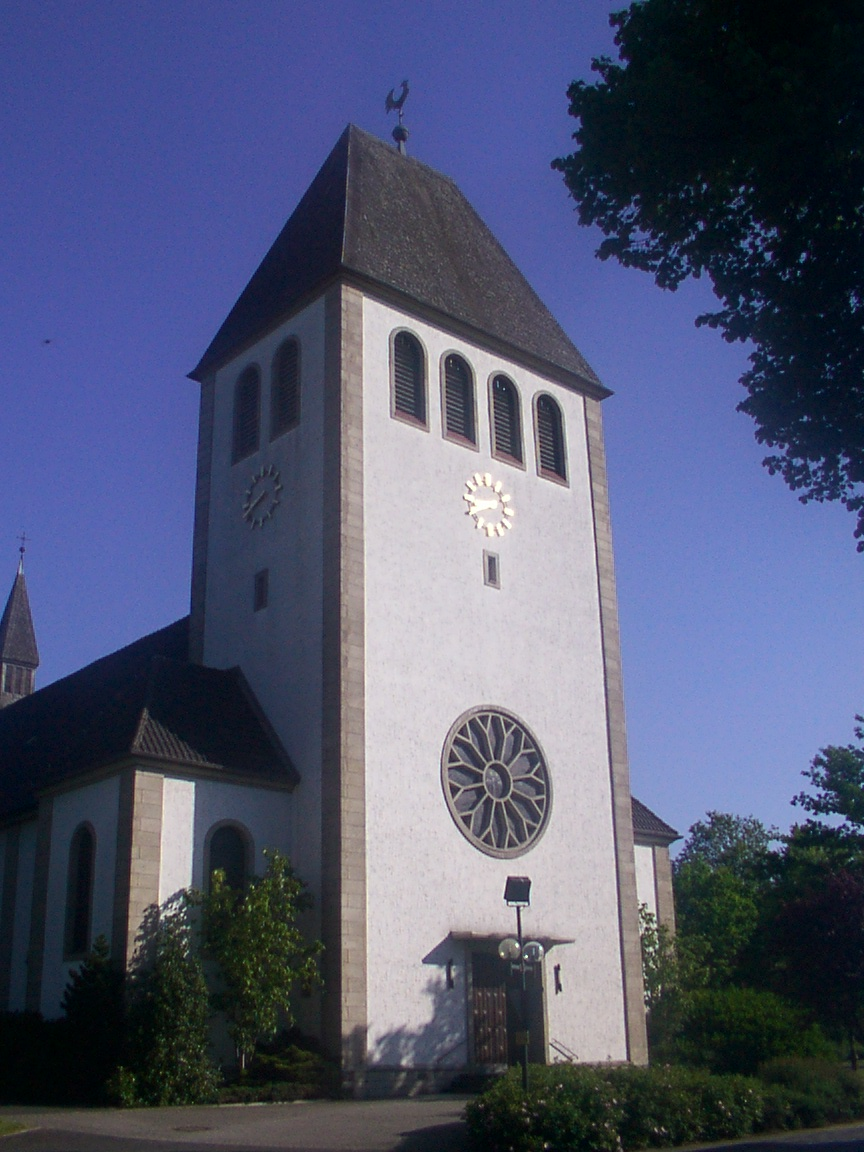
St. Jozefkerk (1922)
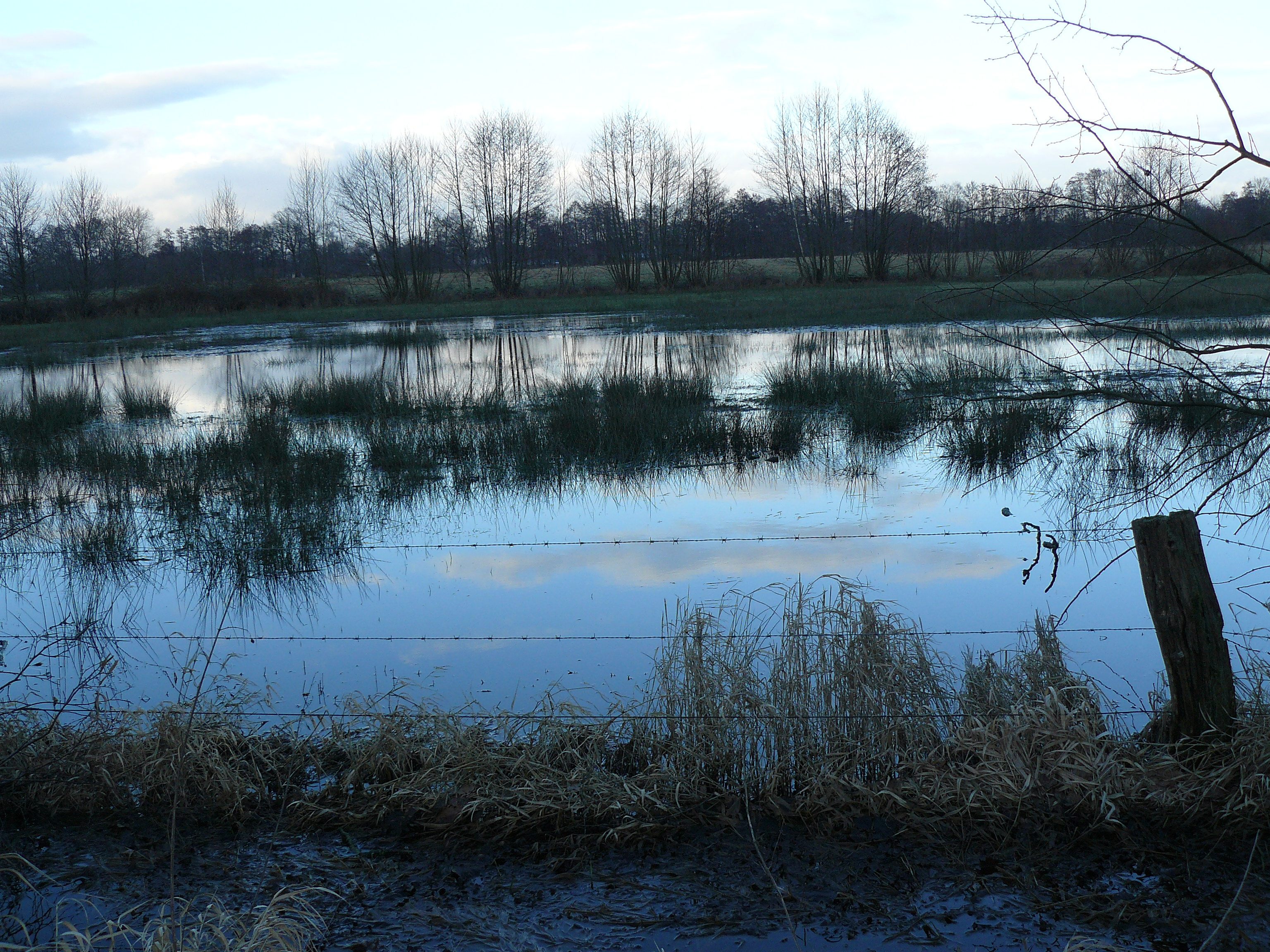
NSG Erdgarten-Lauerwiesen